# Стар Сити (Арканзас)
Стар Сити (енгл. Star City) град је у америчкој савезној држави Арканзас.

## Демографија
По попису из 2010. године број становника је 2.274, што је 197 (-8,0%) становника мање него 2000. године.
| Група             | 2000.         | 2010.         |
| Белци             | 1.887 (76,4%) | 1.694 (74,5%) |
| Афроамериканци    | 521 (21,1%)   | 510 (22,4%)   |
| Азијати           | 1 (0,0%)      | 5 (0,2%)      |
| Хиспаноамериканци | 30 (1,2%)     | 20 (0,9%)     |
| Укупно            | 2.471         | 2.274         |